# Норвегія на зимових Олімпійських іграх 2014
Норвегія на зимових Олімпійських іграх 2014 року у Сочі була представлена 134 спортсменами у 12 видах спорту. З 11 золотими, 5 срібними та 10 бронзовими медалями Норвегія посіла перше загальнокомандне місце.

## Біатлон
Спринт
| Змагання | Спортсмени           | Час     | Промахи | Місце |
| -------- | -------------------- | ------- | ------- | ----- |
| Чоловіки | Уле-Ейнар Б'єрндален | 24:33.5 | 0+1     | 1     |
| Чоловіки | Еміль Хегле Свендсен | 25:02.8 | 0+1     | 9     |
| Чоловіки | Тар'єй Бо            | 26:10.1 | 0+3     | 39    |
| Чоловіки | Йоганнес Бо          | 26:51.0 | 2+2     | 55    |
| Жінки    | Тура Бергер          | 21:40.6 | 1+0     | 10    |
| Жінки    | Тіріл Екгофф         | 21:51.4 | 0+1     | 18    |
| Жінки    | Анн Крістін Флатланд | 22:10.6 | 0+1     | 24    |
| Жінки    | Сюнневе Сулемдаль    | 22:32.1 | 1+1     | 35    |

Переслідування
| Змагання | Спортсмени           | Час     | Промахи | Місце |
| -------- | -------------------- | ------- | ------- | ----- |
| Чоловіки | Уле-Ейнар Б'єрндален | 34:14.5 | 0+1+1+1 | 4     |
| Чоловіки | Еміль Хегле Свендсен | 34:28.8 | 0+1+0+0 | 7     |
| Чоловіки | Тар'єй Бо            | 35:50.5 | 0+1+0+1 | 27    |
| Чоловіки | Йоганнес Бо          | 36:12.4 | 1+0+0+0 | 32    |
| Жінки    | Тура Бергер          | 30:08.3 | 0+0+0+1 | 2     |
| Жінки    | Анн Крістін Флатланд | 30:40.2 | 0+0+0+0 | 9     |
| Жінки    | Тіріл Екгофф         | 32:12.3 | 0+1+2+3 | 24    |
| Жінки    | Сюнневе Сулемдаль    | 33:04.3 | 1+0+0+2 | 36    |

## Ковзанярський спорт
Чоловіки
| Дистанція | Спортсмен             | Заїзд 1 | Заїзд 1 | Заїзд 2 | Заїзд 2 | Фінал   | Фінал |
| Дистанція | Спортсмен             | Час     | Місце   | Час     | Місце   | Час     | Місце |
| --------- | --------------------- | ------- | ------- | ------- | ------- | ------- | ----- |
| 500 м     | Еспен Гваммен         | 35.20   | 16      | 35.21   | 13      | 70.42   | 12    |
| 500 м     | Говард Лоренцен       | 35.78   | 37      | 35.52   | 26      | 71.30   | 32    |
| 1000 м    | Говард Лоренцен       | —       | —       | —       | —       | 1:09.33 | 11    |
| 1000 м    | Говард Бокко          | —       | —       | —       | —       | 1:09.98 | 19    |
| 1000 м    | Еспен Гваммен         | —       | —       | —       | —       | 1:11.01 | 31    |
| 5000 м    | Сверре Лунді Педерсен | —       | —       | —       | —       | 6:18.84 | 5     |
| 5000 м    | Говард Бокко          | —       | —       | —       | —       | 6:22.83 | 9     |
| 5000 м    | Сімен Спіелер Нільсен | —       | —       | —       | —       | 6:42.47 | 25    |

Жінки
| Дистанція | Спортсмен   | Заїзд 1 | Заїзд 1 | Заїзд 2 | Заїзд 2 | Фінал   | Фінал |
| Дистанція | Спортсмен   | Час     | Місце   | Час     | Місце   | Час     | Місце |
| --------- | ----------- | ------- | ------- | ------- | ------- | ------- | ----- |
| 1000 м    | Іда Ньотун  | —       | —       | —       | —       | 1:17.15 | 17    |
| 3000 м    | Іда Ньотун  | —       | —       | —       | —       | 4:06.73 | 6     |
| 3000 м    | Марі Хеммер | —       | —       | —       | —       | 4:12.21 | 14    |

## Лижні перегони
Жінки
| Змагання       | Спортсмени             | Час     | Місце |
| -------------- | ---------------------- | ------- | ----- |
| Скіатлон 15 км | Маріт Б'єрген          | 38:33.6 | 1     |
| Скіатлон 15 км | Гейді Венг             | 38:46.8 | 3     |
| Скіатлон 15 км | Терезе Йогауг          | 38:48.2 | 4     |
| Скіатлон 15 км | Крістін Стормер Стейра | 40:35.5 | 23    |

Чоловіки
| Змагання       | Спортсмени           | Час       | Місце |
| -------------- | -------------------- | --------- | ----- |
| Скіатлон 30 км | Мартін Йонсруд Сунбю | 1:08:16.8 | 3     |
| Скіатлон 30 км | Петтер Нуртуг        | 1:09:39.6 | 17    |
| Скіатлон 30 км | Шур Рете             | 1:10:02.5 | 20    |
| Скіатлон 30 км | Торд Асле Ґ'єрдален  | 1:10:06.7 | 21    |

## Сноубординг
Слоуп-стайл
| Чоловіки | Столе Сандбек          | 1 | 45,25 | 94,50 | 94,50 | 1  |       |       |       |    | 27,00 | 91,75 | 91,75 | 2  |
| Чоловіки | Еміль Андре Ульслеттен | 1 | 27,25 | 79,75 | 79,75 | 8  | 22,50 | 56,75 | 56,75 | 13 |       |       |       |    |
| Чоловіки | Тургейр Бергрем        | 1 | 24,75 | 25,00 | 25,00 | 15 | 37,50 | 26,75 | 37,50 | 16 |       |       |       |    |
| Чоловіки | Г'єрмут Браатен        | 2 | 12,75 | 91,25 | 91,25 | 4  |       |       |       |    | 24,75 | 20,50 | 24,75 | 12 |
| Жінки    | К'єрсті Буас           | 1 | 12,50 | 17,75 | 17,75 | 12 |       |       |       |    |       |       |       |    |
| Жінки    | Сільє Нурендаль        | 2 | 31,00 | 39,00 | 39,00 | 8  |       |       |       |    |       |       |       |    |

## Фристайл
Могул
| Змагання | Спортсмени     | Кваліфікація 1 | Кваліфікація 1 | Кваліфікація 1 | Кваліфікація 2 | Кваліфікація 2 | Кваліфікація 2 | Фінал | Фінал | Фінал |
| Змагання | Спортсмени     | Час            | Бали           | Місце          | Час            | Бали           | Місце          | Час   | Бали  | Місце |
| -------- | -------------- | -------------- | -------------- | -------------- | -------------- | -------------- | -------------- | ----- | ----- | ----- |
| Жінки    | Гедвіг Вессель | DNF            | DNF            | DNF            |                |                |                |       |       |       |